# 李怜宜
李怜宜（英語：Ann Louie Li，1995年1月17日—），出生於泰國曼谷，是一名國際時尚部落客，花式溜冰選手，演員，模特兒，及攝影師。經常往返臺灣，菲律賓，法國的她能說多種語言。2011年贏得Shorty Awards最佳時尚獎，在紐約宣布領獎後，開始經營個人時尚網站，分享她的生活。因為家庭影響主動參與慈善活動。她代言的 IMPCT。2015拿到 HULT PRIZE 獎。

## 早年生活
李怜宜父親是菲籍華人，母親台灣人。她在菲律賓成長。之後在巴黎讀書。2009年（14歲）選擇自學，同時加強她喜愛的花式溜冰參加比賽。2010年以優異的成績跳級取得高中畢業文憑。2011年（16歲）進入時尚專科學校。2013年得到巴黎 IFA Paris 全額獎學金。

### 家庭背景
李怜宜的外祖父是李建秋(北京世界紅卍字會的聯合創始人)，她的外祖母孔繁琪是孔子的第74代傳人。她的舅舅是氣功師李鳳山，她的姨媽是台灣女演員和歌手，李潔如。李怜宜其他親戚們包括唐君鉑、伊能靜。

## 演藝生涯

### 電視
李怜宜2010年入選菲律賓收視率最高的實境秀 (Pinoy Big Brother : Teen Clash 2010)。待到75天最後環節。觀眾投票得到最高票。粉絲配對成立了龐大粉絲團。並多次舉辦粉絲互動 party。同年贏得最佳配對 (Jamli "James Reid and Ann Li")票選第一。 參與年輕型態綜藝節目 (Shoutout!, Shoutout -level up) 主持群。 因為電視台的安排 James 與另一菲籍女星主演連續劇(Goodvibes)引起粉絲反彈。 在粉絲強力要求下客串演出連續劇 。同時她也受別台邀請拍攝每周播出的偶像單元劇 (Maynila)。Maynila: Queen's Secret' 和 'Maynila: Bored to Love' 擔任主角。
2011年7月24日並在 James Reid 和 Bret Jackson 的專輯中發聲。及協助宣傳。

### 舞台劇
李怜宜主演舞台劇首映在2011年嘗試搞笑演出獲得好評, 場場爆滿。

### 經紀人
高荷勛

## 電視
| 年份   | 電影名稱                                  | 角色                   | 性質     | 電視台      |
| ------ | ----------------------------------------- | ---------------------- | -------- | ----------- |
| 2011年 | Maynila: Queen's Secret                   | Reina Gil[23]          | 主角     | GMA Network |
| 2011年 | Good Vibes                                | Lucy Ledesma[24]       | 客串     | ABS-CBN     |
| 2011年 | Maynila: Bored to Love                    | Jenna Villafuerteh[25] | 主角     | GMA Network |
| 2011年 | ASAPXV                                    |                        | 表演嘉賓 | ABS-CBN     |
| 2011年 | Happy Yipee Yehey!                        |                        | 參賽者   | ABS-CBN     |
| 2011年 | Showtime (TV series)                      |                        | 嘉賓     | ABS-CBN     |
| 2011年 | Myx: Star Myx                             |                        | 客串 VJ  | ABS-CBN     |
| 2011年 | Shoutout!: Level Up                       | [26]                   | 主持群   | ABS-CBN     |
| 2010年 | Shoutout!                                 | [27]                   | 主持群   | ABS-CBN     |
| 2010年 | ASAP                                      |                        | 表演嘉賓 | ABS-CBN     |
| 2010年 | Simply KC                                 | [28]                   | 嘉賓     | ABS-CBN     |
| 2010年 | Pinoy Big Brother: Unite at the Big Night |                        | 共同主持 | ABS-CBN     |
| 2010年 | Pinoy Big Brother: Teen Clash 2010[29]    |                        | 參賽者   | ABS-CBN     |

## 職業生涯
李怜宜在14歲的時候，開始設計自己的服裝為她的花式溜冰比賽。但在實境秀節目中的一場服裝走秀比賽她主導所有設計，穿搭，完全發揮她對時尚的理念和天分。贏得比賽。並得到專業設計師的讚許。讓她走向時尚之路。
同年，李怜宜被選中 Star Magic Ball 最有前途新人之一做開場舞的表演。連續3年都穿著自己設計的服裝走紅地毯。2011年從紐約領完Shorty Award 最佳時尚獎，再次被邀請在菲律賓Fashion Week Candie's 名人走秀做開場。 2011年進入時尚學院就讀，同時也在大型綜藝節目 (ASAP Variety Show) 中實習擔任名人造型師，自己上節目也幫著做造型，讓他找到自己的興趣和天份。在她的實習當中，她還去了紐約和西雅圖同名人造型師團隊團隊際時尚之旅。
李怜宜2011年也通過網上投票成為 Teen Vogue 雜誌的 COCO ROUGE SHINE香奈兒保濕純粹Lipshine視頻競爭前五名。
在2012年，她終於開始了她的部落格記錄了她的時尚事業。
2013年李怜宜在巴黎時裝週期間，替 Roberto Cavalli，Imane Ayisi 和 Emanual Ungaro 工作實習，而在其他日子她會去看巴黎時裝週做嘉賓。從那時起，她已經做編輯和品牌合作。如 Calvin Klein，Marimekko，Kenzo，等。
2015年，新加坡君悅大酒店邀請李怜宜顯示她的 "Living Grand" （页面存档备份，存于），她參加了中國新年活動穿著自己改良的旗袍。她也同時邀請當地兩名粉絲一起參與，由廚師長 Soren Lascelles 私人的烹飪示範。
2016年六月，李怜宜被 Vogue Taiwan 封為 "It Girl 超過百萬粉絲的超火時尚部落客" 接受專訪。

## 成就
Shorty Awards 獎由紐約時報譽為微博的奧斯卡頒獎典禮，宣布在36個類別的優勝者最後2011年3月28日在紐約市。成為1861提名人得票最多，其中包括 One Direction 的 Harry Styles，黛咪洛瓦托，賽琳娜·戈麥斯，泰勒·斯威夫特 和其他好萊塢明星。之後，她成為在第三屆的時尚類冠軍，同年，她決定開始自己的服裝生產線被稱為 DNA，他們有他們的商店在Powerplant mall 和他們的時裝秀活動。期間甚至發起的慈善基金會（Future Faces Manila）展現她的風格，走秀。
2010年, 李怜宜數次參加了花式溜冰比賽。她捧回了數枚金，銀獎牌。
在2011年10月1日獲得網路調查網站 "青少年組時尚達人”冠軍。獲得2548票。她擊敗5個青少年的時尚達人。她贏了，因為她確實有她自己的風格在網站上。 2011年10月4日，她還贏得了“2011最具人氣童星”通過網上投票，她得到了 181,325的總積分。 
在2012年1月4日她成了揭示當天的2011年100強的菲律賓藝人的名單當中。

## 獎項
| 年份 | 獎項                              | 提名項目        | 提名                             | 结果 |
| ---- | --------------------------------- | --------------- | -------------------------------- | ---- |
| 2012 | Shorty Awards                     | 最佳时尚        | [30]                             | 提名 |
| 2011 | Shorty Awards                     | 最佳时尚        | [31]                             | 獲獎 |
| 2010 | ASAP XV Pop Viewers Choice Awards | "Tween Popsies" | JamLi (Ann Li 和 James Reid)[32] | 獲獎 |

## 外部連結
- 李怜宜的Facebook專頁
- 李怜宜的X（前Twitter）
- 李怜宜的Instagram帳戶